# Susi und Strolch
Susi und Strolch (Originaltitel: Lady and the Tramp) ist der 15. abendfüllende Zeichentrickfilm der Walt-Disney-Studios und der erste, der im Breitwandverfahren Cinemascope produziert wurde. Die Welt-Uraufführung fand am 16. Juni 1955 statt.
Der Film ist bisher viermal neu herausgebracht und mit Susi und Strolch 2: Kleine Strolche – Großes Abenteuer! fortgesetzt worden.

## Handlung
Cocker-Spaniel-Dame Susi (im Original Lady) ist der Liebling des Ehepaars Darling. Susi versteht sich gut mit ihren Nachbarhunden Jock (Yock), einem Scottish Terrier, und Pluto (Trusty), einem Bloodhound. Eines Tages läuft der streunende Hund Strolch (Tramp), ein Mischlingshund, vorbei und warnt Susi davor, dass sich alles ändern wird, sobald ihre Besitzer ein Baby bekommen. Bald darauf tritt diese Situation ein, und schon erhält Susi weniger Aufmerksamkeit von ihren Besitzern. Die Probleme nehmen überhand, als Susis Besitzer in den Urlaub fahren und ihre Tante Clara (im Original Sarah) auf das Baby und auf Susi aufpassen lassen: Claras Siamkatzen Si und Am zerstören die Wohnung und lassen es so aussehen, als sei Susi die Täterin, weshalb man ihr daraufhin einen Maulkorb anlegt. Anschließend flieht sie, weil sie ihr Zuhause nicht mehr ertragen kann. Auf der Flucht trifft sie erneut auf den Streuner Strolch, der Susi vor drei rabiaten Hunden beschützte. Später begleitet er sie zu einem Biber im Zoo. Mithilfe eines Bisses befreit das lispelnde Nagetier Susi vom Maulkorb. Susi verliebt sich in Strolch, wird jedoch schnell von ihm getrennt: der Hundefänger schnappt sie. Im Hundeasyl erfährt sie von Strolchs ausschweifendem Liebesleben und beginnt, ihn zu hassen. Doch nicht nur ihre Beziehung ist in Gefahr, sondern auch das Baby von Susis Besitzern, als nämlich eine Ratte in das Kinderzimmer eindringt. Schnell eilt Strolch zur Rettung herbei und tötet das angriffslustige Biest, dabei wird versehentlich das Bett des Babys umgeworfen. Als die Tante den Lärm des Kampfes bemerkt eilt sie ins Kinderzimmer und fängt den Retter ein, weil sie irrtümlich glaubt, dass Strolch das Baby angreifen will. Dabei übersieht sie die tote Ratte, die hinter einem Vorhang liegt. Die Tante ruft sofort den Hundefänger an, der wenige Minuten später eintrifft, um Strolch abzuführen. Susis Nachbarhunde Jock und Pluto beobachten den Vorfall und erkennen, dass sie sich in Strolchs wildem und ziellosem Verhalten geirrt haben. Beide machen sich auf die Suche nach der Kutsche des Hundefängers. Damit Strolch dem Tod im Hundeasyl entgehen kann, muss die Kutsche unbedingt eingeholt werden. Die Befreiungsaktion nimmt allerdings ein tragisches Ende: Pluto gerät unter die Kutsche, als diese umkippt, bricht sich den rechten Vorderlauf und verliert im Schock das Bewusstsein. Nach der Freilassung findet Strolch seinen Platz im Herzen Susis und schließlich ein sesshaftes Leben mit der Familie Darling. Ein paar Monate später genießt die Familie einen fröhlichen Weihnachtsabend mit ihrem Kind und den bereits geborenen Welpen von Susi und Strolch. Jock und Pluto erscheinen auch zum Fest und besuchen die junge Hundefamilie. Pluto, gezeichnet von dem Unfall mit der Kutsche, hat einen Verband um die Vorderpfote und wird als Held gefeiert. Dass er im Mittelpunkt steht, nimmt Pluto zum Anlass, den Welpen weitere Anekdoten aus seinem „heldenhaften“ Leben zu erzählen, was sehr zur allgemeinen Erheiterung beiträgt.

## Produktionsgeschichte
Laut einer Legende kam Walt Disney die Idee zu diesem Film, als er seiner Frau einen Welpen zu Weihnachten schenkte, indem er ihn in einer Geschenkbox versteckte. Er wollte damit eine vergessene Verabredung wieder gutmachen, was ihm auch gelang. Disney dachte, so die Legende, dass dies auch ein guter Ausgangspunkt für einen Film sein könnte. Daraufhin erwarb Walt Disney die Rechte an Ward Greenes Dan, the Whistling Dog, einem Buch, das jedoch nur als grobe Inspiration für Susi und Strolch diente.
Tatsächlich wurde der Film von Joe Grant inspiriert, der seit mehreren Jahren an einer Geschichte über einen Springerspaniel namens Lady arbeitete, die von seinem eigenen Haustier inspiriert wurde. Dieses Projekt setzte Grant schließlich durch, doch es wurde immer wieder umgeschrieben. Zu Beginn handelte der Film nur von Lady und ihren Problemen mit zwei siamesischen Katzen und ihren Gefühlen darüber, dass sie von dem Baby in Sachen Beliebtheit bei Herrchen und Frauchen überholt wurde. Als Walt Disney die Geschichte von Dan, the Whistling Dog (manchmal auch Dan, the cynical Dog genannt) in der Cosmopolitan las, schlug er vor, die brave Lady mit einem Hund wie Dan zusammenzubringen. Dies sollte seiner Ansicht nach Dynamik in die Handlung bringen. Es war auch Walt Disney selbst, der anordnen ließ, dass das Buch zum Film, geschrieben von Ward Green, zwei Jahre vor dem Erscheinungstermin erscheinen solle, was auch geschah. Man erhoffte sich so, dass die Figuren und die Geschichte bis zur Filmveröffentlichung eine gewisse Popularität erlangen konnten.
Mittlerweile betiteln Disney-Historiker aufgrund dieser Tatsachen Susi und Strolch als das erste Disney-Meisterwerk mit einer eigenen, neu erfundenen Handlung.
Auch wenn die Charaktere der Figuren zu einem bestimmten Grad vermenschlicht sind, so sind ihre Bewegungen und ihr Aussehen echten Tieren angepasst. Dies war aber keine besonders große Herausforderung für die Zeichner, denn, so Ollie Johnston, nach und nach konnte man menschliche Charakterzüge bei den Hunden erkennen. Für Susi stand die Cockerspanieldame eines Zeichners Modell, für Strolch ein weiblicher Streuner, den man vor dem Hundefänger rettete. Nach der Produktion verbrachte diese Hündin den Rest ihres Lebens im Backstage-Bereich des Streichelzoos in Disneyland, wo sie gut umsorgt wurde.
Nicht nur für die Hunde nutzte man lebendige Modelle: Wolfgang Reitherman hatte in seinem Büro einen Käfig voller Ratten, damit er ihre Bewegungen studieren und die Beobachtungen in die Arbeit an der Kampfszene zwischen Strolch und der Ratte einfließen lassen konnte. Ab und an musste man sich aber von den Modellen lösen: Susi sollte sich auch wie eine Dame bewegen, so dass man ihr Verhaltensmuster „verweiblichen“ musste. Noch folgenreicher sollte aber das Ignorieren der tierischen Verhaltensweisen an einem anderen Punkt sein: die berühmte Szene auf dem Hinterhof von Tonis Restaurant basiert auf Beobachtungen von Menschen beim Essen, die Frank Thomas gemacht hat. Von ihm stammt auch die Idee, dass Strolch das letzte Fleischbällchen zu Susi herüberrollt. Dies war im ursprünglichen Storyboard nämlich gar nicht vorgesehen. Ebenfalls von den Zeichnern stammte die Idee, dass die Falten von Pluto mit seinen Bewegungen mit nach vorne beziehungsweise hinten rutschen. Pluto sollte übrigens am Ende des Films, wo er den Hundefänger aufhält, um Strolch zu retten, sterben. Allerdings entschied sich Walt Disney dagegen, da er nicht wollte, dass die Kontroversen über den Tod von Bambis Mutter wiederholt werden.
Man strich noch weitere Szenen aus dem Film: eine Albtraumsequenz, in der Susi von Pantoffeln verfolgt wird, fiel ebenso aus wie jene Sequenz, in der Strolch sich vorstellt, wie es wäre, wenn Hund und Mensch die Rollen tauschten. Doch nicht nur die Handlung änderte sich, auch die Namen wurden stets geändert: ursprünglich Homer, benannte man diesen Charakter in Rags und Bozo um, bevor man sich auf Tramp einigte. Die Siamesenkatzen Si und Am hießen erst Nip und Tuck. Mit Ausnahme von Lady wurden alle Namen mehrfach geändert. Die deutsche Synchronisation machte keine Ausnahme: aus Lady wurde Susi, aus Tramp wurde Strolch, Trusty wurde zu Pluto.

## Synchronisation
Für den Film gibt es zwei deutsche Synchronfassungen, die 1956 und 1975 jeweils unter der Leitung von Wilfred Jackson in den Ateliers der Simoton Film GmbH in Berlin entstanden. Bei der ersten Synchronbearbeitung führte Hugo Schrader Synchronregie, Hermann Gressieker schrieb das Dialogbuch. Beide Aufgaben wurden bei der zweiten Synchronbearbeitung von Heinrich Riethmüller übernommen. Nachfolgend eine Auflistung der originalen und deutschsprachigen Sprecher.
| Rolle          | Originalsprecher                 | Deutsche Sprecher 1. Fassung (1956) | Deutsche Sprecher 2. Fassung (1975) |
| -------------- | -------------------------------- | ----------------------------------- | ----------------------------------- |
| Susi           | Barbara Luddy                    | Margot Leonard                      | Ina Patzlaff                        |
| Strolch        | Larry Roberts                    | Harry Wüstenhagen                   | Harry Wüstenhagen                   |
| Jock           | Bill Thompson                    | Bruno W. Pantel                     | Hans-Werner Bussinger               |
| Pluto          | Bill Baucom                      | Walther Suessenguth                 | Arnold Marquis                      |
| Herrchen Jim   | Lee Millar                       | Heinz Giese                         | Claus Jurichs                       |
| Frauchen Betty | Peggy Lee                        | Inge Landgut                        | Almut Eggert                        |
| Tante Clara    | Verna Felton                     | Ursula Krieg                        | Ursula Krieg                        |
| Toni           | George Givot Bob Hamlin (Gesang) | Erich Fiedler                       | Edgar Ott                           |
| Joe            | Bill Thompson                    | Erich Poremski                      | Erich Fiedler                       |
| Katze Si       | Peggy Lee                        | ?                                   | Edith Hancke                        |
| Katze Am       | Peggy Lee                        | ?                                   | Ursula Herwig                       |
| Peggy          | Peggy Lee                        | Herta Kravina                       | Beate Hasenau                       |
| Bull           | Bill Thompson                    | Werner Lieven                       | Franz Nicklisch                     |
| Boris          | Alan Reed                        | Herbert Stass                       | Jochen Schröder                     |
| Pedro          | Dal McKennon                     | ?                                   | Uwe Paulsen                         |
| Tuffy          | Dal McKennon                     | Kurt Weitkamp                       | Hans Walter Clasen                  |
| Dachsie        | Bill Thompson                    | Erich Kestin                        | Andreas Mannkopff                   |
| Professor      | Dal McKennon                     | Carl Heinz Carell                   | Richard Handwerk                    |
| Polizist       | Bill Thompson                    | Hermann Mayer-Falkow                | Gerd Holtenau                       |
| Biber          | Stan Freberg                     | Erich Kestin                        | Klaus Miedel                        |
| Tierhändler    | Jerry Mann                       | Toni Herbert                        | Toni Herbert                        |
| Hundefänger    | Lee Millar                       | Oskar Lindner                       | Wilfried Herbst                     |
| Hundewärter    | ?                                | Walter Diehl                        | Toni Herbert                        |
| Dr. Jones      | ?                                | ?                                   | Erich Poremski                      |

## Lieder
Die im Film vorkommenden Lieder wurden von Peggy Lee und Sonny Burke geschrieben. Gesungen wurden sie alle von Peggy Lee.
Der Gesang von Bella Notte, der in der gleichnamigen Szene, wo sich Susi und Strolch verlieben, eingespielt wird, wurde unter Leitung von George Givot mit einem Studiochor ausgeführt.
| Originaltitel                     | Deutscher Refrain                   |
| --------------------------------- | ----------------------------------- |
| „He's a Tramp“                    | „Strolch ist toll“                  |
| „Bella Notte (This Is the Night)“ | „Bella Notte (Schön ist die Nacht)“ |
| „La La Lu“                        | „La La Lu“                          |
| „The Siamese Cat Song“            | „Wir sind Siamesen“                 |
| „Peace on Earth“                  | „Friede auf Erden“                  |
| „What Is a Baby?“                 | „Was ist ein Baby?“                 |

## Kritiken
„Die zeitlose Liebesgeschichte der Cocker-Dame Lady und des sympathischen Straßenköters Strolch. Ein gefühl- und humorvolles Zeichentrick-Abenteuer, das mit seinen detailreichen Hintergründen und der stimmungsvollen Atmosphäre die eleganteste unter Disneys späteren Produktionen ist. Die selbstironische Grundhaltung trägt dabei auch allzu süßliche Szenen […] Höhepunkte sind die „klassische“ Liebesszene im Hinterhof einer Trattoria und das mitleiderregende Hunde-Asyl.“

„42 Jahre nach seiner Erstaufführung in den USA hat dieses Meisterwerk der Animationskunst nichts von seinem Charme verloren! ‚Susi und Strolch‘, von Walt Disney noch persönlich produziert, ist wohl einer der charmantesten Animationsfilme, die je gedreht wurden.“

„Susi und Strolch ist ein humorvolles und fröhliches Kinovergnügen, mag jedoch manchem Erwachsenen mit seinem Loblied auf das heile Familienleben ein bißchen zu schaffen machen.“

„Super-Family-Spaß für jedes Alter!“

„Ein köstlicher Zeichentrickfilm (...) Humorvoll und einfallsreich, liebenswürdig und warmherzig. Sehenswert auch für jüngere Jahrgänge.“

## Auszeichnungen
Der Film erhielt folgende Awards oder wurde nominiert:
| 1956 | BAFTA Awards              | BAFTA Film Award | Susi und Strolch                                  | Best Animated Film USA.                                 | Nominiert |
| 1956 | David di Donatello Awards | David            | Walt Disney zusammen mit Das große Manöver (1955) | Best Foreign Production (Migliore Produzione Straniera) | Gewonnen  |
| 2006 | Satellite Awards          | Satellite Award  | Susi und Strolch                                  | Best Youth DVD                                          | Nominiert |

Im Jahr 2023 wurde der Film zudem in das National Film Registry aufgenommen.

## Veröffentlichungen

### Veröffentlichungen TV
Im deutschen Free-TV wurde der Film erstmals am 24. Januar 2014 im Disney Channel gesendet.

### Veröffentlichungen DVD/BD
- Susi und Strolch. Platinum Edition (DVD). Buena Vista Home Entertainment, 2006.
- Susi und Strolch 2 - Kleine Strolche – Große Abenteuer! (DVD). Buena Vista Home Entertainment, 2006.
- Susi und Strolch. Diamond Edition (BD). Walt Disney Studios Home Entertainment, 2012.
- Susi und Strolch. Diamond Edition (DVD). Walt Disney Studios Home Entertainment, 2012.
- Susi und Strolch 2 - Kleine Strolche – Große Abenteuer! (BD). Walt Disney Studios Home Entertainment, 2012.
- Susi und Strolch 2 - Kleine Strolche – Große Abenteuer! (DVD). Walt Disney Studios Home Entertainment, 2012.
- Susi und Strolch / Susi und Strolch 2 - Kleine Strolche – Große Abenteuer! (BD) Collector’s Edition. Walt Disney Studios Home Entertainment, 2014.

### Veröffentlichungen Tonträger
- Lady and the Tramp. The Restored Original Motion Picture Soundtrack. Oliver Wallace, Peggy Lee, Sonny Burke, Henry Bishop. Walt Disney Records, Burbank 1997. Tonträger-Nr. 60951-7.
- Susi und Strolch. Hörspiel zum Film (Vinyl-LP). Walt Disney Records. Vertrieb Metronome Musik GmbH. Bestell-Nr. 0056.504. Mit eingeheftetem 16-seitigen Bilderbuch. Verausgabt 1978. Sprecher: Karlheinz Böhm, Ursela Monn u. a. - Deutsche Textfassung und Regie: Petra Schmidt-Decker
- Susi und Strolch. Hörspiel zum Film (Audio-CD). Walt Disney Records. Vertrieb Kiddinx Entertainment GmbH. EAN 4001504196127.
- Susi und Strolch. Hörspiel zum Film (Audiokassette). Walt Disney Records. Vertrieb Kiddinx Entertainment GmbH. EAN 4001504195120.
- Susi und Strolch 2: Kleine Strolche – Große Abenteuer. Hörspiel zum Film (Audio-CD). Walt Disney Records. Vertrieb Kiddinx Entertainment GmbH. EAN 4001504196417.
- Susi und Strolch 2: Kleine Strolche – Große Abenteuer. Hörspiel zum Film (Audiokassette). Walt Disney Records. Vertrieb Kiddinx Entertainment GmbH. EAN 4001504195410.
- Susi und Strolch 1. CD. Das Original-Hörspiel zum Film (Audio-CD). Edel Records. Dezember 2001, ISBN 3-89780-009-8[8]
- Susi und Strolch 1. Cassette. Das Original-Hörspiel zum Film (Hörkassette). Edel Records. Dezember 2001, ISBN 3-89780-010-1.

### Veröffentlichung Buch
- Susi und Strolch. Kinder- und Jugendbuch. Verlag Parragon, Bath 2007, ISBN 978-1-4054-9646-9.
- Susi und Strolch. Zum Lesen und Lauschen.  Unipart Verlag, 1985, ISBN 3-8122-0096-1.[8]
- Susi und Strolch. Franz Schneider Verlag, 1991, ISBN 3-505-04602-7.
- Susi und Strolch. Pestalozzi Verlag, 1992, ISBN 3-614-25953-6.
- Susi und Strolch. Delphin-Verlag, 1991, ISBN 3-7735-5149-5.
- Susi und Strolch. Unipart Verlag, 1993, ISBN 3-8122-3092-5.

## Realfilm-Remake
Im November 2019 veröffentlichte Disney eine Realverfilmung von Susi und Strolch auf Disney+. Charlie Bean führte Regie nach einem Drehbuch von Andrew Bujalski. Die Dreharbeiten begannen im September 2018 in Atlanta und Savannah.
Ashley Jensen spielt Jackie, eine weibliche Version von Jock, während Justin Theroux der Figur Strolch seine Stimme leiht. Kiersey Clemons spielt Darling, Susis Besitzerin. Am 14. August wurde bekannt, dass Tessa Thompson die weibliche Hauptrolle Susi verkörpern wird, während Thomas Mann deren Herrchen Jim Dear darstellt. Yvette Nicole Brown wurde am 4. September für die Rolle der Tante Sarah verpflichtet. Am 21. September folgte Adrian Martinez als Hundefänger Elliot. Im Dezember 2018 gab Darsteller Thomas Mann bekannt, dass bei der Kino-Neuauflage echte Hunde zum Einsatz kommen.